# Beyond the Neighbourhood
Beyond the Neighbourhood è il terzo album in studio del gruppo musicale alternative rock inglese Athlete, pubblicato nel 2007.

## Tracce
1. In Between 2 States – 2:30
2. Hurricane – 3:13
3. Tokyo – 3:34
4. Airport Disco – 5:03
5. It's Not Your Fault – 4:18
6. The Outsiders – 5:22
7. Flying Over Bus Stops – 4:28
8. Second Hand Stores – 5:13
9. In the Library – 3:04
10. Best Not to Think About It – 4:12
11. This Is What I Sound Like – 4:35

## Formazione
- Joel Pott - voce, chitarra
- Carey Willets - basso, voce
- Stephen Roberts - batteria, cori
- Tim Wanstall - tastiere, cori

## Classifiche
| Classifica (2007) | Posizione raggiunta |
| ----------------- | ------------------- |
| Regno Unito       | 5                   |